# 10G-PON
10G-EPON o XG-PON (10 Gbit/s Ethernet Passive Optical Network, «Ethernet sobre red óptica pasiva a 10 Gbit/s») es una especificación del IEEE conocida como IEEE 802.3av. Fue aprobada en septiembre del 2009, especifica el acceso EPON con un ancho de banda simétrico de 10 Gbps o asimétrico de 10 Gbps de bajada y 1,25 Gbps de subida, compatible con 1G-EPON.